# Девід Паркер (плавець)
Девід Паркер (англ. David Parker, 18 лютого 1959 — 25 травня 2010) — британський плавець.
Учасник Олімпійських Ігор 1976 року.
Призер Чемпіонату світу з водних видів спорту 1975 року.